# Andersbergskyrkan
Andersbergskyrkan är en kyrkobyggnad belägen vid Grönevångs torg i stadsdelen Andersberg, Halmstad. Sedan 2016 tillhör den Halmstads församling (tidigare Martin Luthers församling) i Göteborgs stift.

## Kyrkobyggnaden
Stadsdelen växte fram under 1960-talet och där byggdes Andersbergskyrkan som invigdes 1969. I samma byggnad finns kyrka, församlingssal, kök med flera utrymmen. Kyrkan ligger centralt i stadsdelen, intill skola, bibliotek, affär, äldreboende och fritidsgård.

## Inventarier
- Gobeläng från Agda Österbergs ateljé med motivet Skapelsen utförd av Kerstin Persson.
- Ikon föreställande Kristus — Evangelisten och en Mariaskulptur.

### Orgel
Orgeln har med sex stämmor har en manual och pedal och ljudande fasadpipor. Den tillverkades 1969 av Hammarbergs Orgelbyggeri AB, Göteborgoch är en mekanisk orgel. Senare har en Subbas 16' byggts till och tidigare var orgeln bihängd i pedalen.
| Manual         | Pedal      |
| Gedakt 8'      | Subbas 16' |
| Principal 4'   |            |
| Koppelflöjt 4' |            |
| Waldflöjt 2'   |            |
| Mixtur 2 chor  |            |

## Bilder

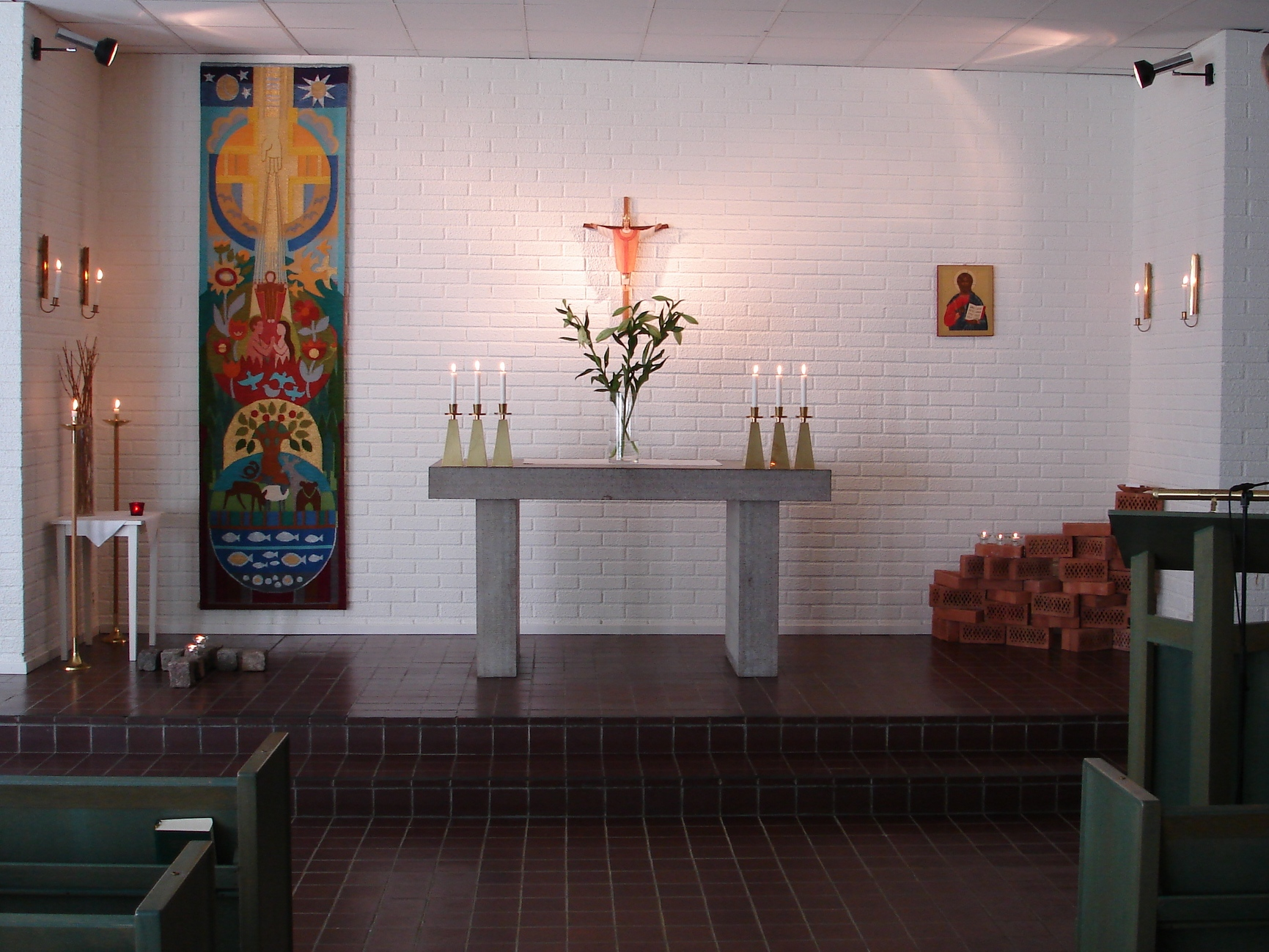
Kyrkans interiör mot altaret.
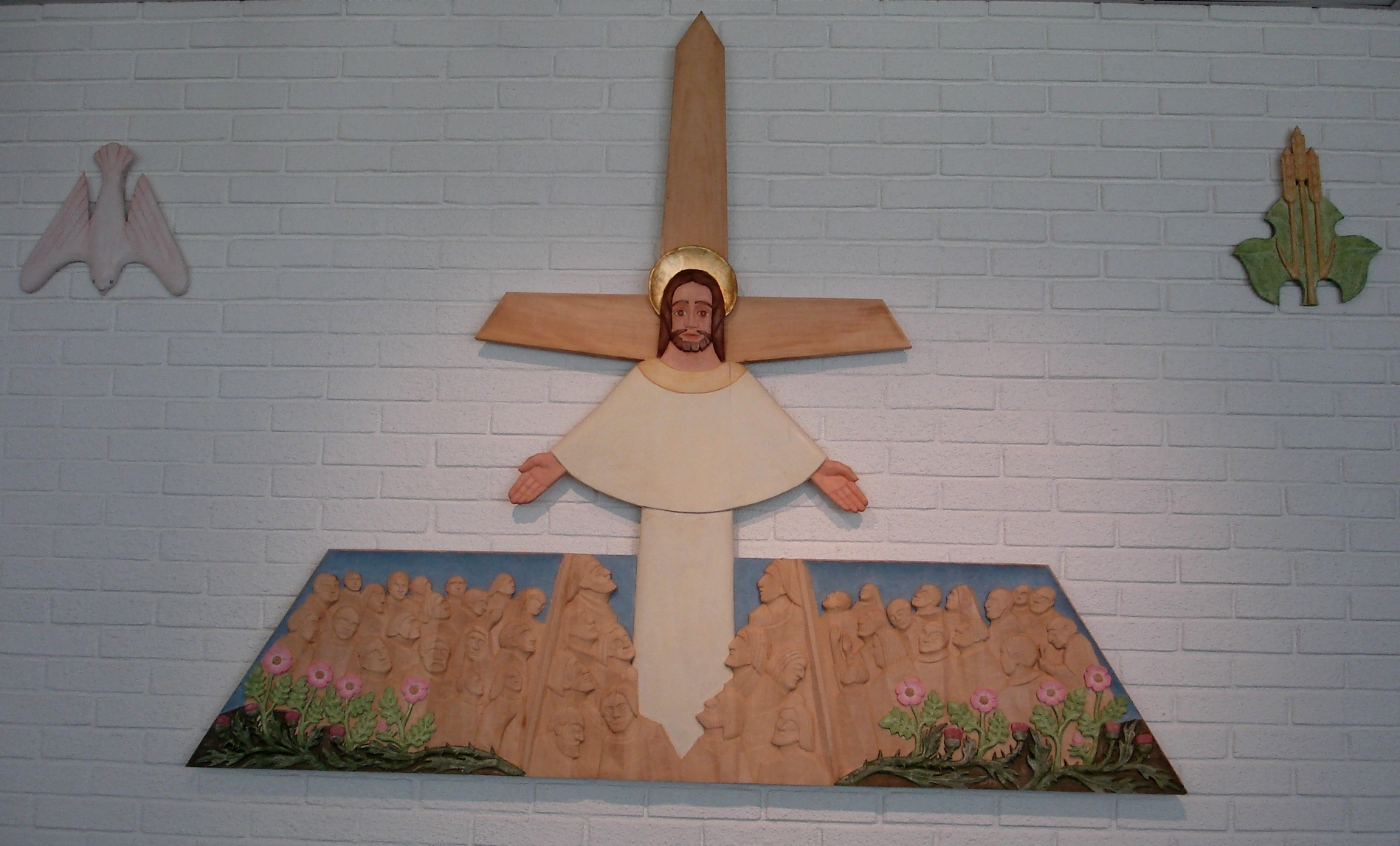